# Britta Thomsen
Britta Thomsen, née le 23 janvier 1954 à Aalborg, est une femme politique danoise membre des Sociaux-démocrates et députée européenne de 2004 à 2014.

## Biographie
Députée européenne de 2004 à 2014, elle fait partie du groupe de l'Alliance progressiste des socialistes et démocrates au Parlement européen.
Durant la 7e législature, elle est membre de la commission de l'industrie, de la recherche et de l'énergie et de la commission des droits de la femme et de l'égalité des genres. En 2008, elle a rédigé un rapport d'initiative sur la place de femme dans la science
Elle s'est positionnée en faveur d'une Europe plus fédérale en signant le manifeste du Groupe Spinelli.
En mai 2013, elle annonce qu'elle sera candidate à un troisième mandat lors des élections européenes de 2014. Lors du scrutin du 25 mai, elle termine quatrième parmi les candidats de la Social-démocratie qui ne remporte que trois sièges, et n'est pas réélue.
Elle fonde son cabinet de conseil en novembre 2014.